# Šafranice (přírodní památka)
Přírodní památka Šafranice je rozlehlá ostřicovo–rašeliníková louka mezi lesy. Vzhledem k velké ploše zachovalých přírodních biotopů jsou tu bohaté populace zvláště chráněných druhů rostlin: prstnatec májový (Dactylorhiza majalis), tolije bahenní (Parnassia palustris), vachta trojlistá (Menyanthes trifoliata) a vrba rozmarýnolistá (Salix rosmarinifolia). Velká plocha přírodních biotopů je neméně pozoruhodná z hlediska živočichů, typickým zástupcem je např. ohrožený hnědásek rozrazilový (Melitaea diamina). K chráněnému území patří také Lesní rybník ve východním okraji, který hostí bohaté populace obojživelníků a má velmi kvalitní litorální porosty.

## Přírodní poměry

### Geologické, geomorfologické a půdní poměry
Lokalita se nachází asi 1,2 km západojihozápadně od Slavkovic (a 0,9 km jihovýchodně od nádraží ve Veselíčku), v nadmořské výšce kolem 610 m. Přestože leží v pramenné oblasti Řečického potoka blízko Evropského rozvodí Dunaj – Labe, je zde krajina plochá. Jde o nevelký zbytek zarovnaných senilních povrchů, tvořících náhorní plató moravské strany Českomoravské vrchoviny. Vzhledem k poloze na rozvodí nebyla krajina příliš postižena denudačními procesy, hlavně pak zařezáváním údolí vodních toků, které je zde nejvýznamnějším modelačním procesem celých čtvrtohor. Nedaleko severně, za Slavkovicemi, se již zdvíhá masiv Žďárských vrchů (lokalita leží v jižním podhůří). Lokalita je obklopena lesním celkem vymezujícím obtížně obdělatelné, podmáčené a oglejené půdy. V bezprostředním okolí se tedy rozkládají především kulturní smrkové lesy. S otevřenou zemědělskou krajinou lokalita komunikuje jen pruhy luk podle potoků (v posledním půlstoletí zalesňované).
Jihovýchodní (dolní) část lokality tvoří Lesní rybník. Stěžejní, centrální část území za rybníkem tvoří neporušené rašelinné louky. Voda, jež sytí území, vystupuje většinou difúzně podle okrajů. Výraznější prameniště se nachází ve středu lokality, ale v minulosti bylo narušeno těžbou rašeliny a odvodněním. Severozápadní část lokality je méně zachovalá. Cenný, ovšem silně zarostlý je severní cíp. Jinak je zde velká plocha odvodněných a silně degradovaných pozemků zarostlých rákosem. Západní okraj leží v ploše dávno zaniklého rybníka. Dnes jde o důležitý sedimentační prostor, chránící území před vlivem splachů z povodí. Drobný vodní tok Řečického potoka protékající podle delší osy lokality, je sveden do otevřené meliorační strouhy.
Podložím jsou proterozoické ruly monotónní série moldanubika. Lze zde předpokládat celkem hluboký zvětralinový pokryv. Z hlediska půdních podmínek převažují hydromorfní půdy – gleje, významné jsou polohy rašelin.

### Klimatické a hydrologické poměry
PP Šafranice leží v mírně teplé klimatické oblasti, v klimatickém okrsku MT 3, s průměrnou roční teplotou vzduchu 6,5 °C a průměrným ročním úhrnem srážek kolem 700 mm. Místní klima má velmi výrazné charakteristiky odlišné od okolí, odlišnosti však nejsou ověřeny měřeními. Je silně ovlivněné polohou mezi lesy, charakterem vegetace a biotopu vůbec. Mokřadní vegetace a silně podmáčené pozemky v chráněné poloze se chovají odlišně především kvůli odlišné disipaci sluneční energie, potažmo evapotranspiraci. Lokalita leží v pramenné oblasti Řečického potoka (přítok Bobrůvky-Loučky, povodí Svratky) blízko rozvodí Dunaj-Labe. Na lokalitě se stéká několik pramenných stružek. Poloha uprostřed široké mělké deprese je místem se zpomaleným odtokem vody a tedy místem příznivým pro vznik rašelinných luk. Přirozený vodní režim zahrnuje velké plochy porostů s podzemní vodou těsně pod povrchem, vydatně podmáčené po celý rok. Ve střední části území je také detekováno jedno prameniště, na němž se vytvořila rašelinná kupa lučního rašeliniště. Vodní režim na lokalitě je nicméně narušený. Pozitivním ovlivněním vodního režimu člověkem je stavba rybníka ve východní části území. Během vývoje došlo k naturalizaci nádrže a ke vzrůstu jeho přírodních hodnot na vysokou úroveň.

## Přírodní biotopy, vegetace a flóra
Fytogeografické členění – fytochorion 67 (Českomoravská vrchovina).
Mapa potenciální přirozené vegetace v širokém okolí lokality uvádí acidofilní bučiny asociace Luzulo-Fagetum. Na lokalitě byly jistě původní podmáčené smrčiny (Mastigobryo-Piceetum). Na výskyt podmáčených smrčin mimo jiné poukazuje významný výskyt jedle bělokoré v okolí lokality. Acidofilní bučiny lze předpokládat všude v kontaktu. Původní les zanikl již před staletími. Na místě podmáčených smrčin i acidofilních smrčin byly založeny smrkové monokultury. Celkově má flóra lokality vztah k blízkým Žďárským vrchům (k oreofytiku). Lokalita obsahuje flóru a vegetaci typickou pro zdejší krajinu. Původní, všude v okolí hodně rozšířené mokré a rašelinné louky obsahovaly stejné druhové a vegetační spektrum. Šafranice je výjimečně zachovalou a vyvinutou ukázkou.

### Přírodní biotopy
Hlavním předmětem ochrany jsou přírodní biotopy podhorských rašelinných luk a mezotrofních rybníků. Lokalita obsahuje pro území typické biotopy v relativně velmi dobře
zachovalém stavu, s populacemi typických druhů, mezi nimiž je řada druhů ohrožených a zvláště chráněných. Přírodní biotopy luční části jsou zastoupeny typickou sérií:
- Nevápnitá mechová slatiniště (Caricion fuscae)
- Přechodová rašeliniště (Sphagno recurvi – Caricion canescentis)
- Vlhké pcháčové louky (Calthhion: Angelico-Cirsietum palustris)
- Podhorské smilkové louky (Violion caninae)
- Vodní toky – přirozené pramenné stružky a potoky neodmyslitelně dotváří obraz plně zachovalých lokalit.
- Rákosiny eutrofních stojatých vod (Phragmition communis)
- Vegetace vysokých ostřic (Caricion rostratae)
- Mokřadní vrbiny (Salicion cinereae)
- Nádrže bez ochranářsky významné vegetace – vodní plocha Lesního rybníka nehostí žádná makrofyta (kromě okřehku menšího). Je to dáno intenzivním využíváním v poslední době (rok 2009 byl ale výjimečný o poznání nižší intenzitou). V případě vhodnějšího stylu hospodaření lze očekávat regeneraci směrem k hodnotnějšímu stavu.

Kromě ploch přírodních biotopů se v lokalitě vyskytují také biotopy silně pozměněné člověkem:
- Ruderální bylinná vegetace mimo sídla – obsazuje plochy narušené odvodněním
- Lesní kultury s nepůvodními dřevinami – nedávné výsadby smrku a borovice do zachovalých částí rašelinné louky.
- Nálety pionýrských dřevin – jedná se ponejvíce o nálet smrku, borovice a břízy. Celkově nálet nepatří ke stěžejním problémům lokality.
- Vodní toky a nádrže silně narušené člověkem – Potoky chráněného území jsou napřímené a svedené do meliorační strouhy, periodicky jsou silně ovlivňované splachy ze zemědělské půdy nebo při vypouštění rybníka nad lokalitou.

### Flóra
Na lokalitě se vyskytuje typická flóra podhorských rašelinných luk Vysočiny. Lokalita není nějak výjimečně druhově bohatá, neboť je zde malá pestrost (nabídka) biotopů. Nabídka stanovišť je zřejmě nižší než v minulosti, protože dnes chybí flóra rašelinících pramenišť (odtěžené, narušený vodní režim). V sevřené poloze mezi lesy se navíc více uplatňuje spíše chudá acidofilní flóra. Nicméně i tak lokalita představuje výjimečný případ velké lokality s velkými populacemi zvláště chráněných druhů rostlin: prstnatec májový, vachta trojlistá, tolije bahenní a vrba rozmarýnolistá. I jen sama ochrana těchto druhů je pádným důvodem k legislativní ochraně, neboť populace jsou zde velké, vitální a mají nadprůměrně dobrou perspektivu do budoucna. K dalším typickým a zároveň ohroženým druhům patří ostřice dvoumužná, kozlík dvoudomý a zábělník bahenní.

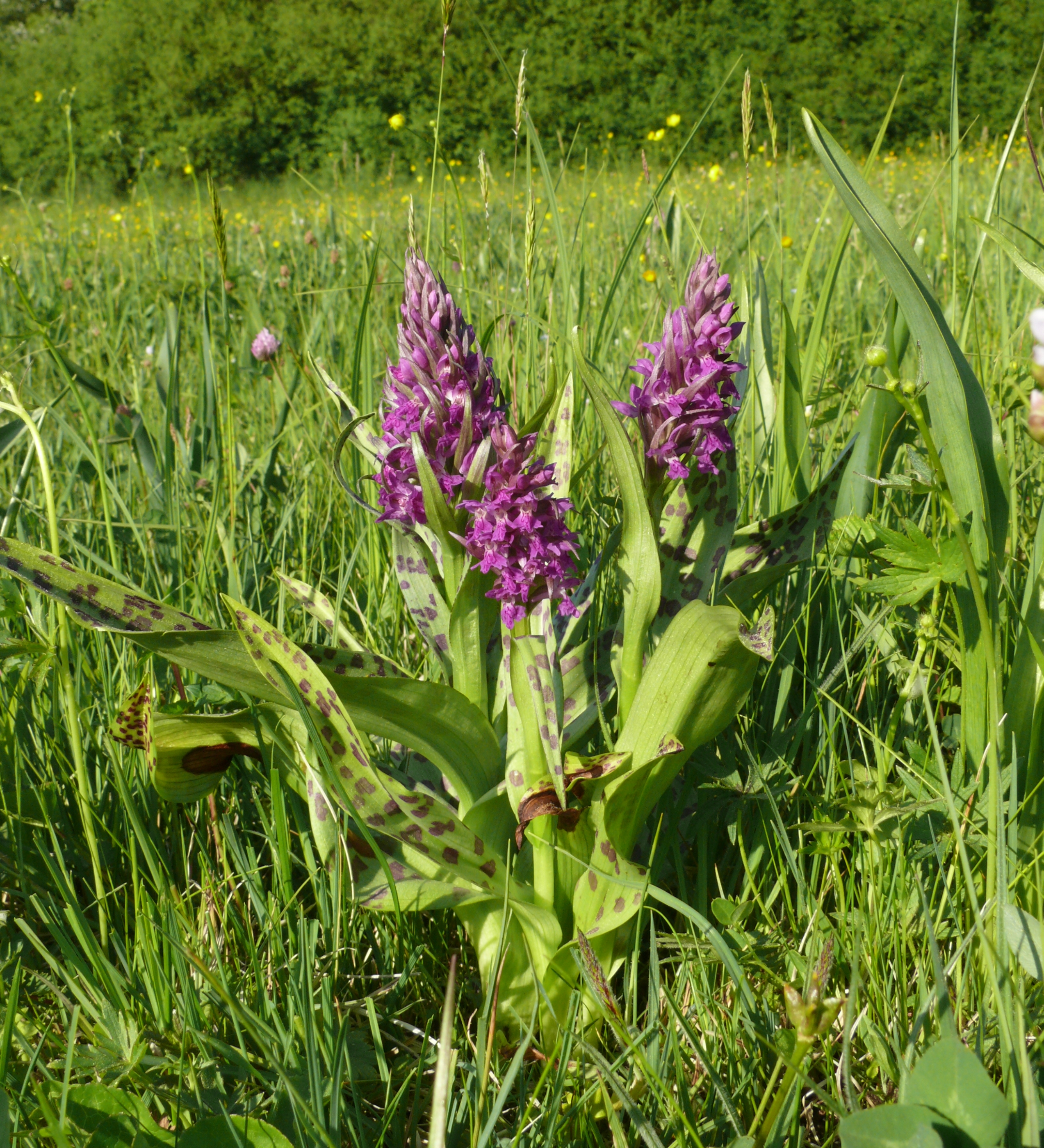
Prstnatec májový
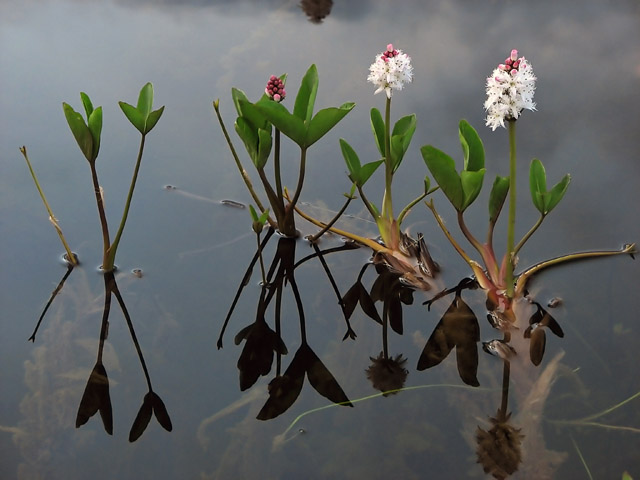
Vachta trojlistá
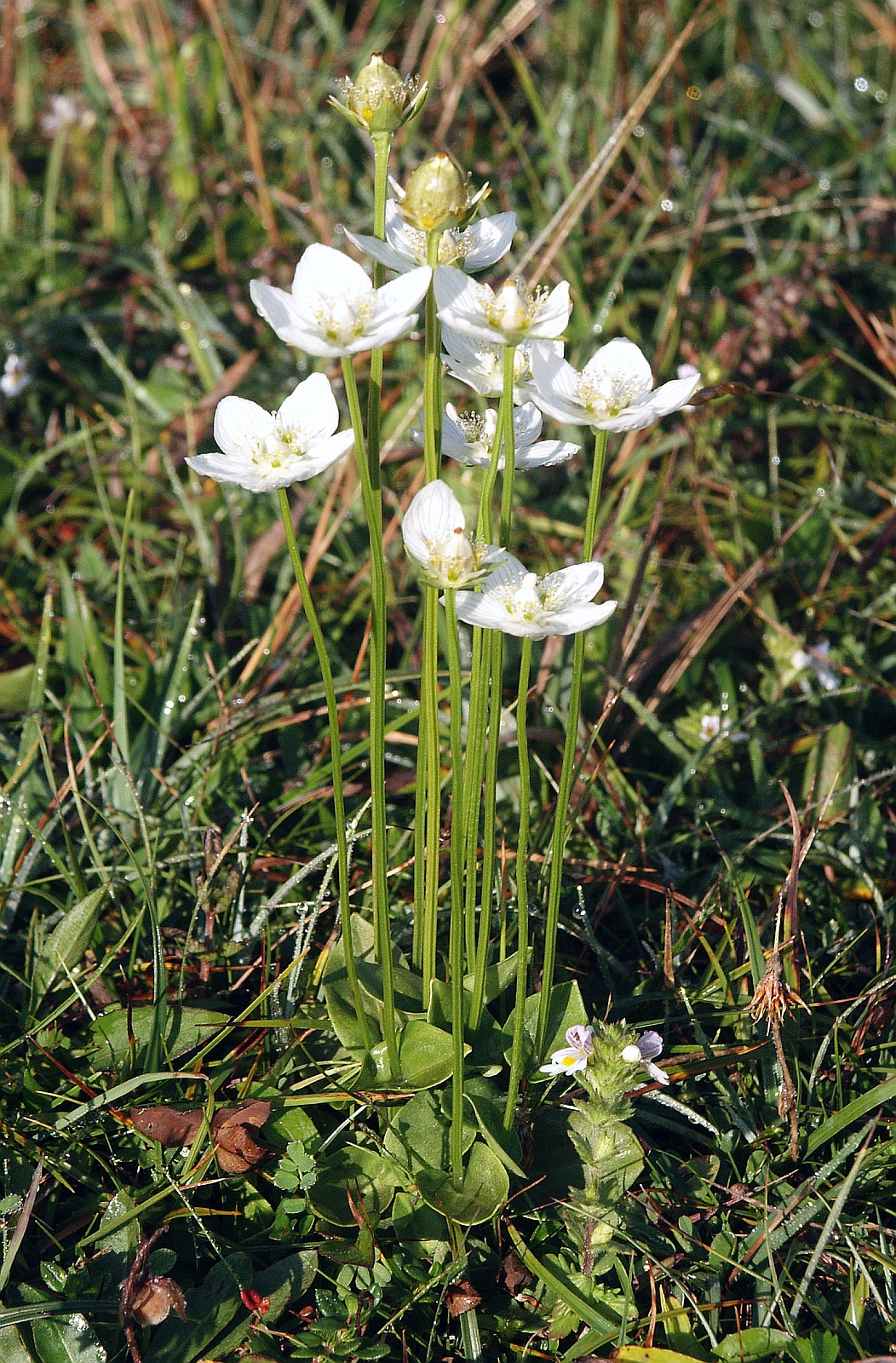
Tolije bahenní
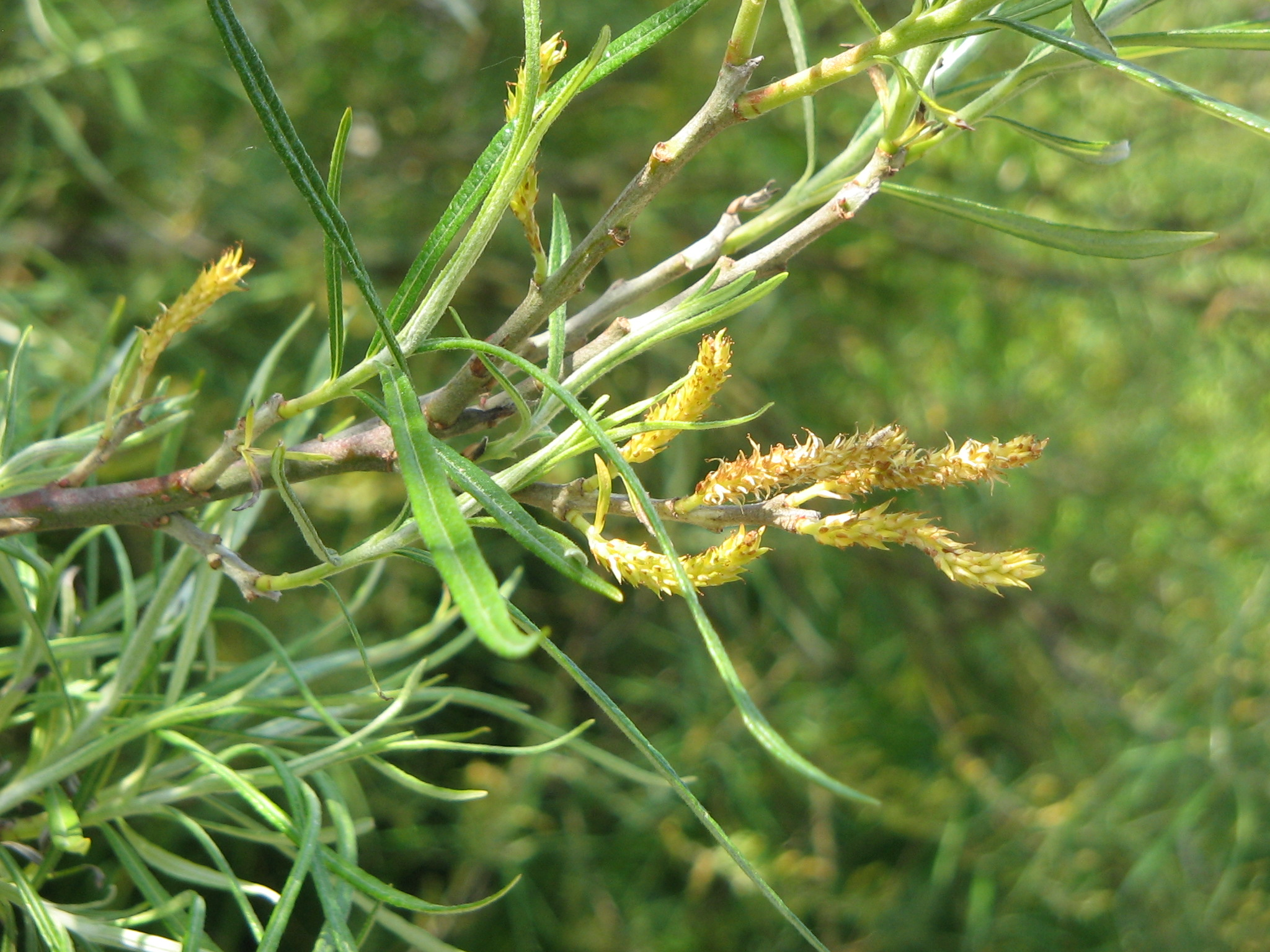
Vrba rozmarýnolistá
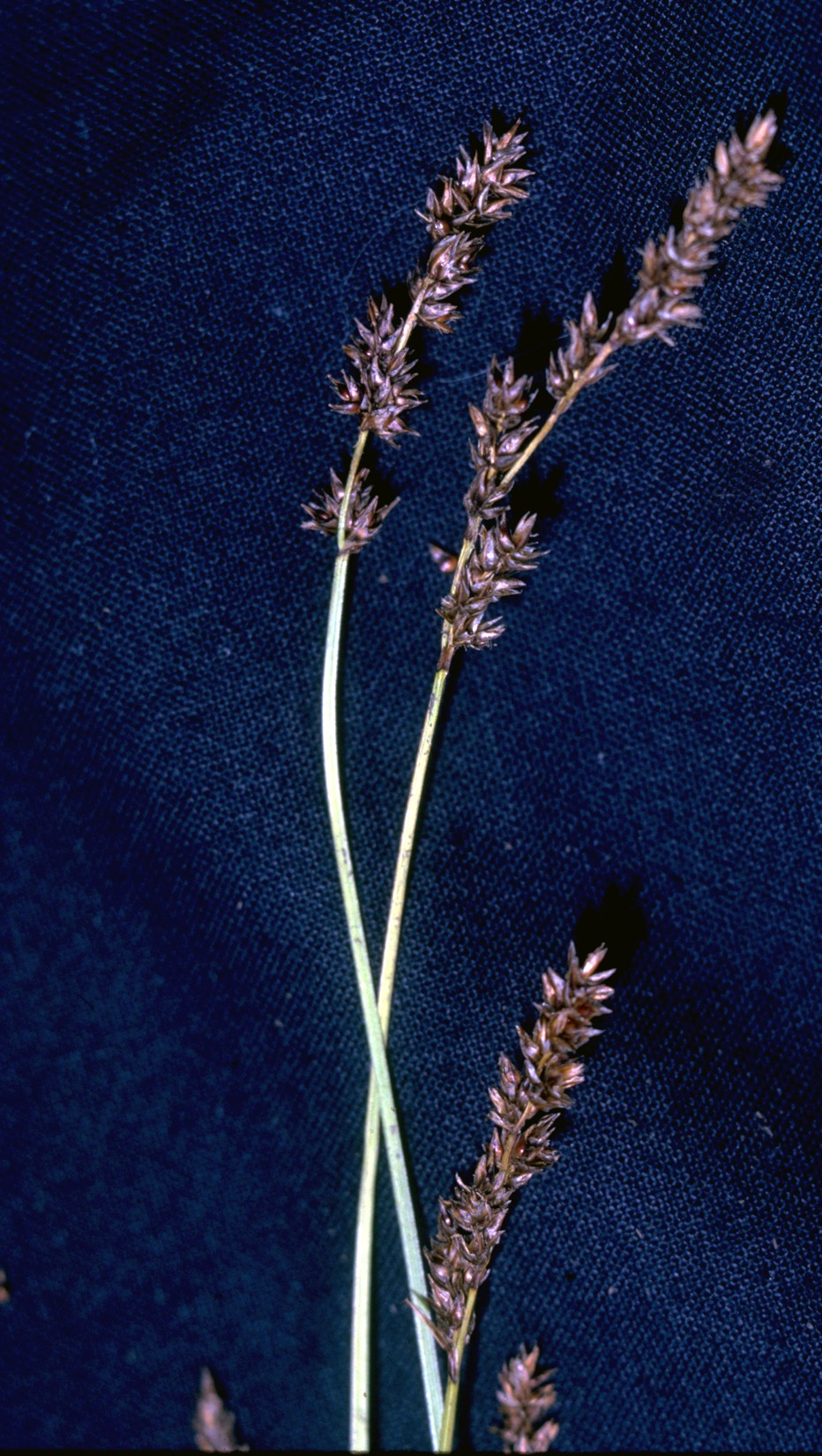
Ostřice dvoumužná
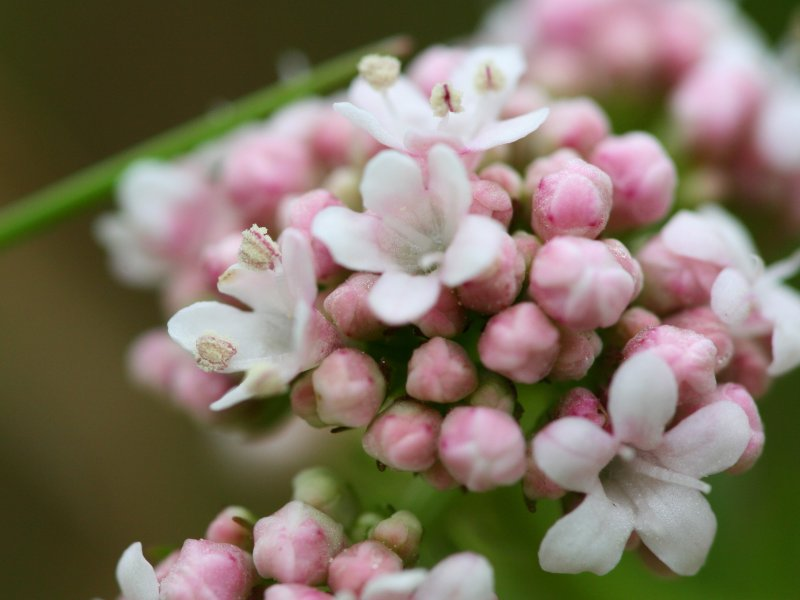
Kozlík dvoudomý
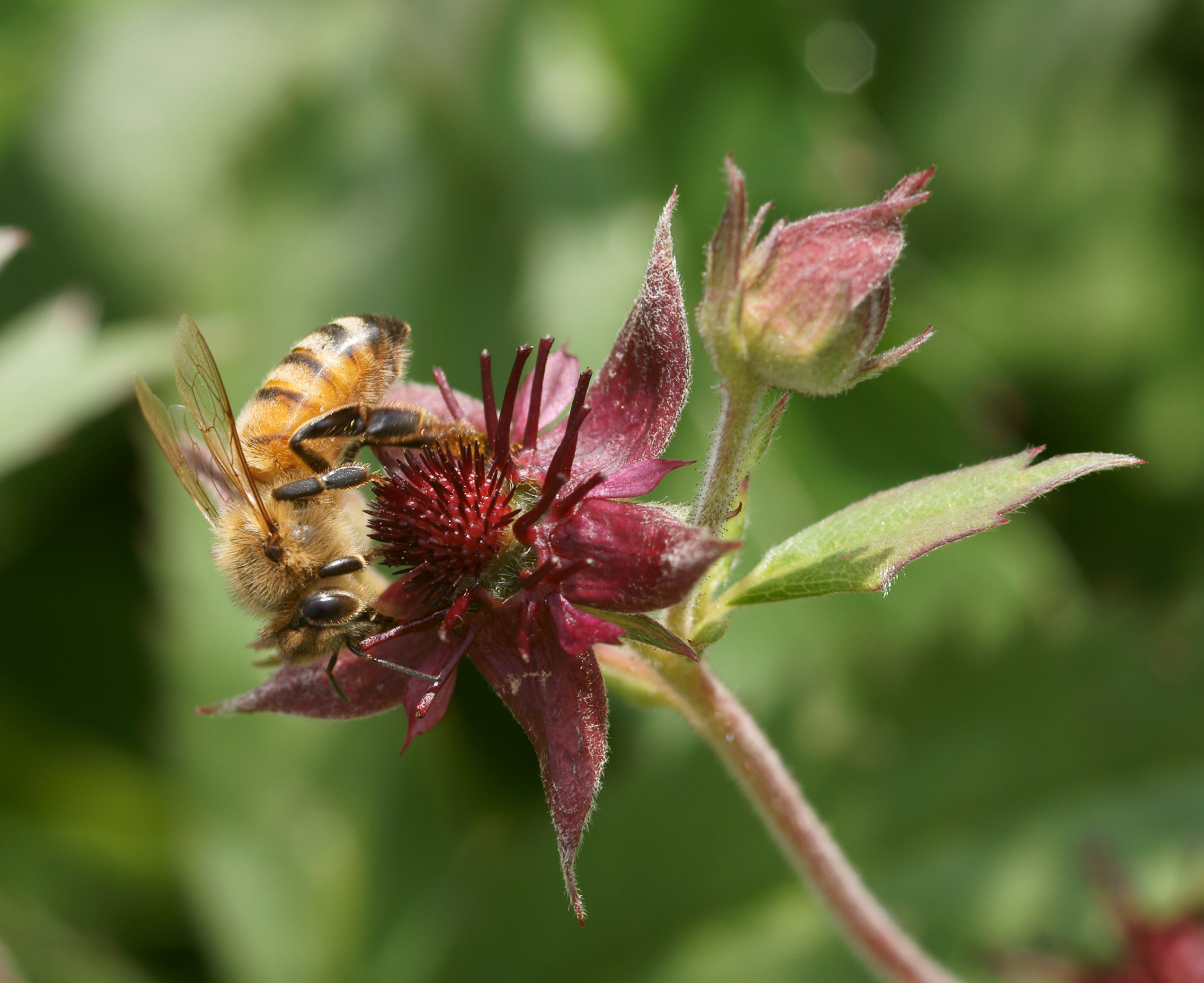
Zábělník bahenní

### Fauna
- Obojživelníci jsou ochranářsky důležitou skupinou. Prozatím byl zjištěn výskyt čtyř chráněných druhů: čolka obecného, čolka horského, ropuchy obecné a skokana krátkonohého.
- Plazi mají malé zastoupení, zatím byla nalezena pouze ještěrka živorodá.
- Ptáci nejsou důležitou skupinou vzhledem ke stísněné poloze mezi lesy. Pokud by stejná plocha ležela v otevřené krajině, pak by pro ptáky naopak byla velmi významná. Za pozornost stojí pravidelný výskyt sluky lesní a častá přítomnost čápa černého.
- Savci zde nejsou ochranářsky důležitou skupinou, typický je výskyt hraboše mokřadního.
- Bezobratlí jsou velmi významnou skupinou. Především pro faunu motýlů mokrých a rašelinných luk je lokalita důležitým refugiem. Dostatečně velké plocha příhodných biotopů je zárukou dlouhodobě prosperujících populací a udržitelného přežívání. Symbolem ohrožené motýlí fauny rašelinných luk je hnědásek rozrazilový (Melitea diamina). Další důležitou skupinou jsou bezobratlí oligotrofních vod. Biotopem jsou jednak zadní partie litorálu u rybníka, a pak také drobné tůňky po těžbě rašeliny. Zjištěn byl třeba výskyt vážky tmavé (Sympetrum danae).

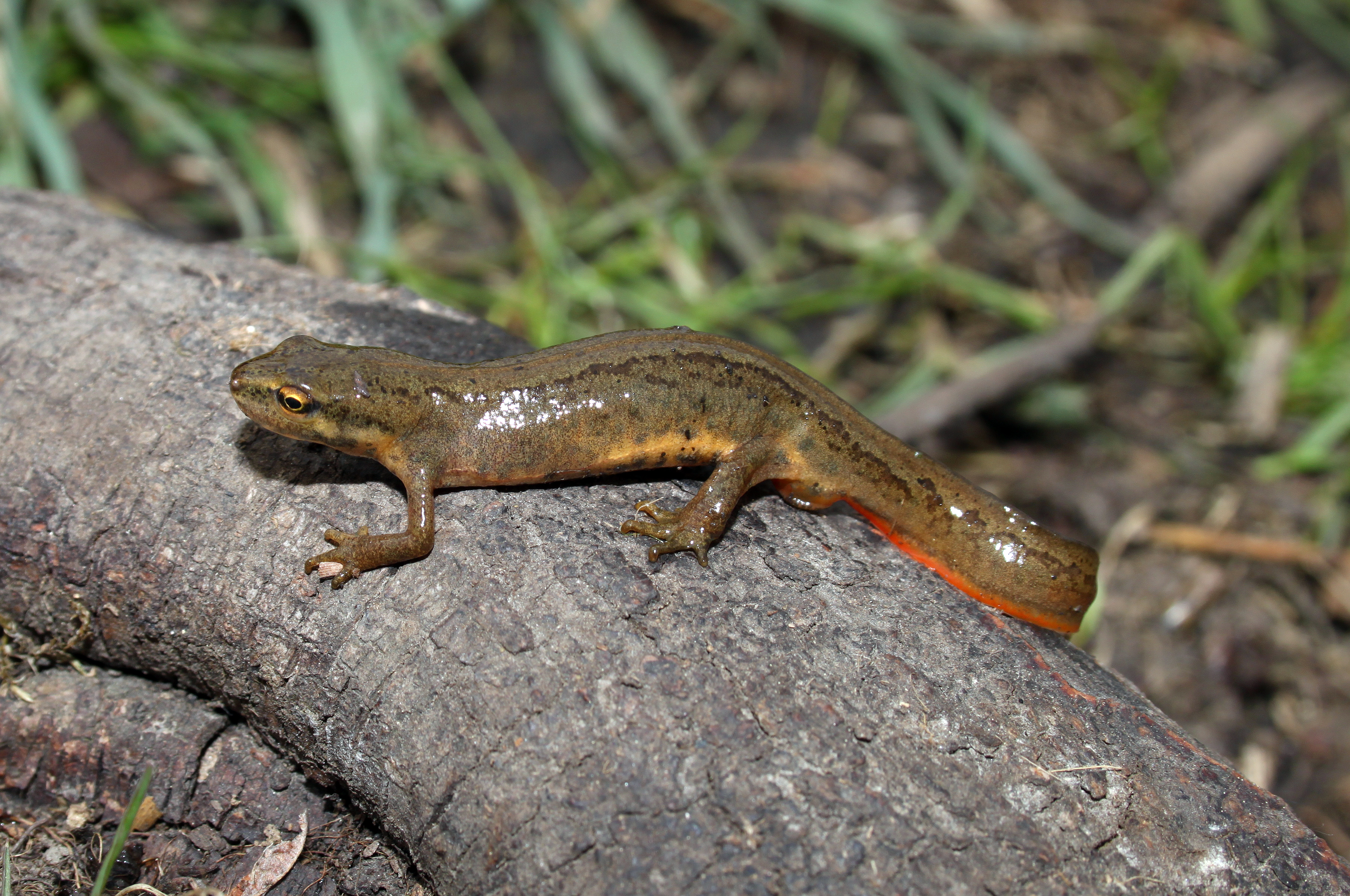
Čolek obecný
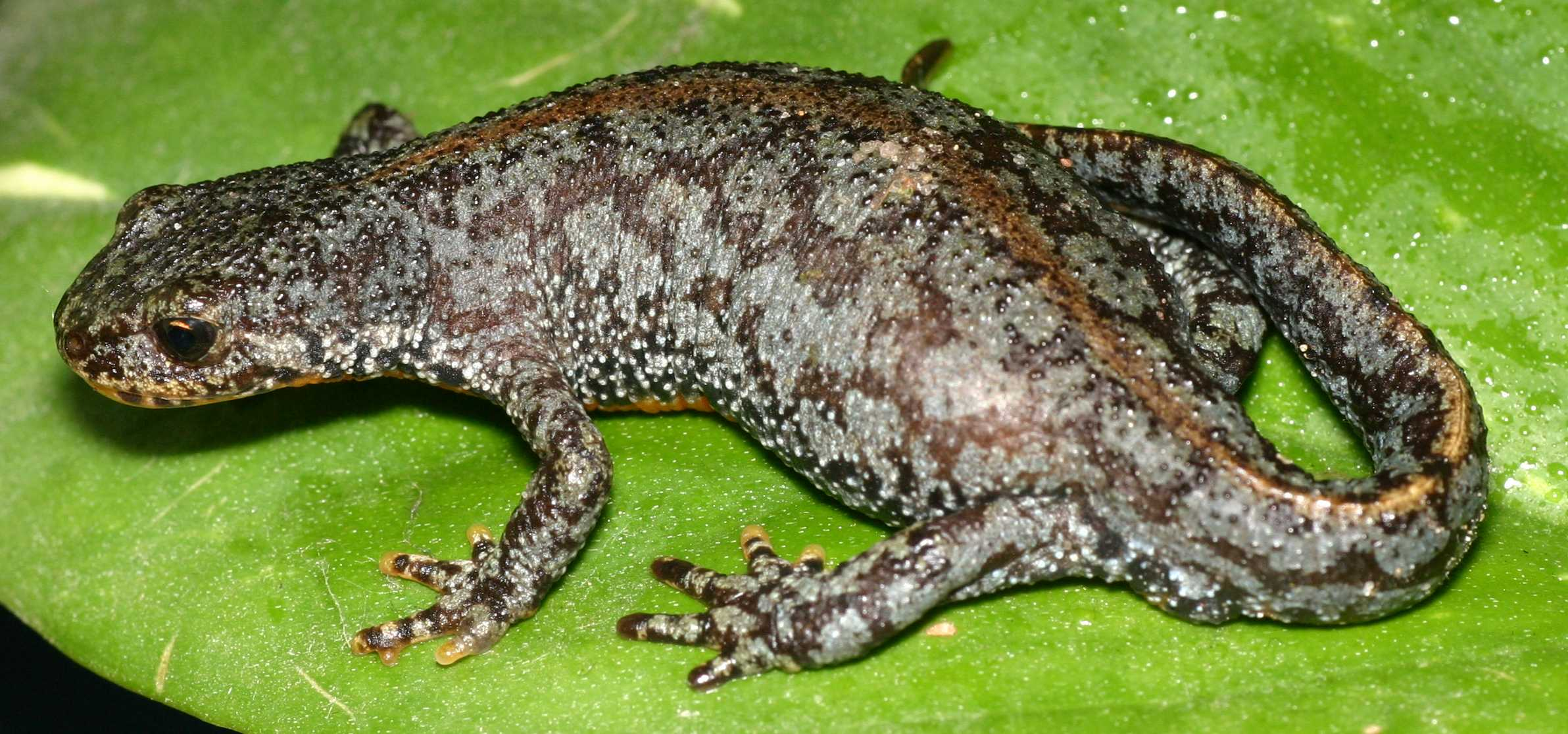
Čolek horský
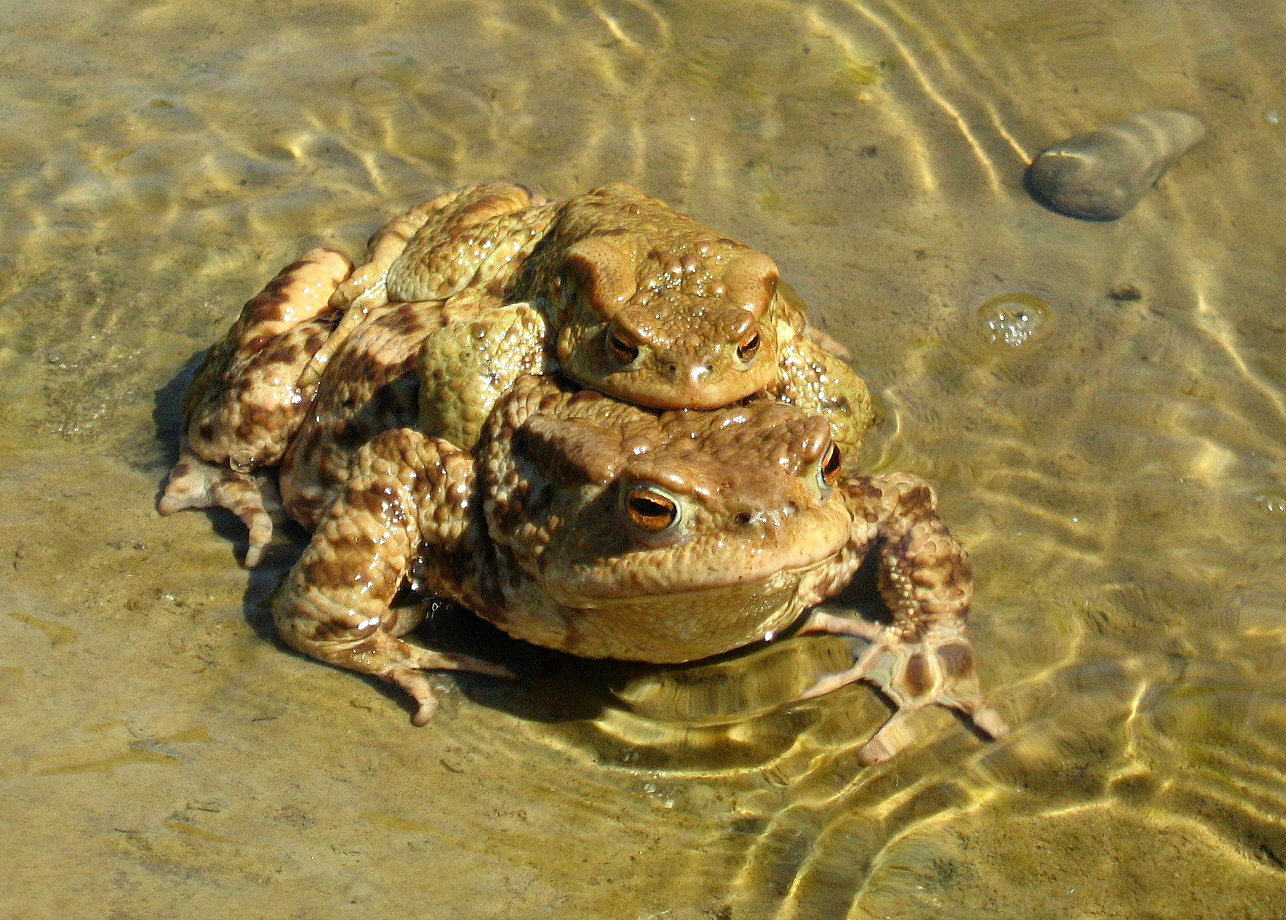
Ropucha obecná
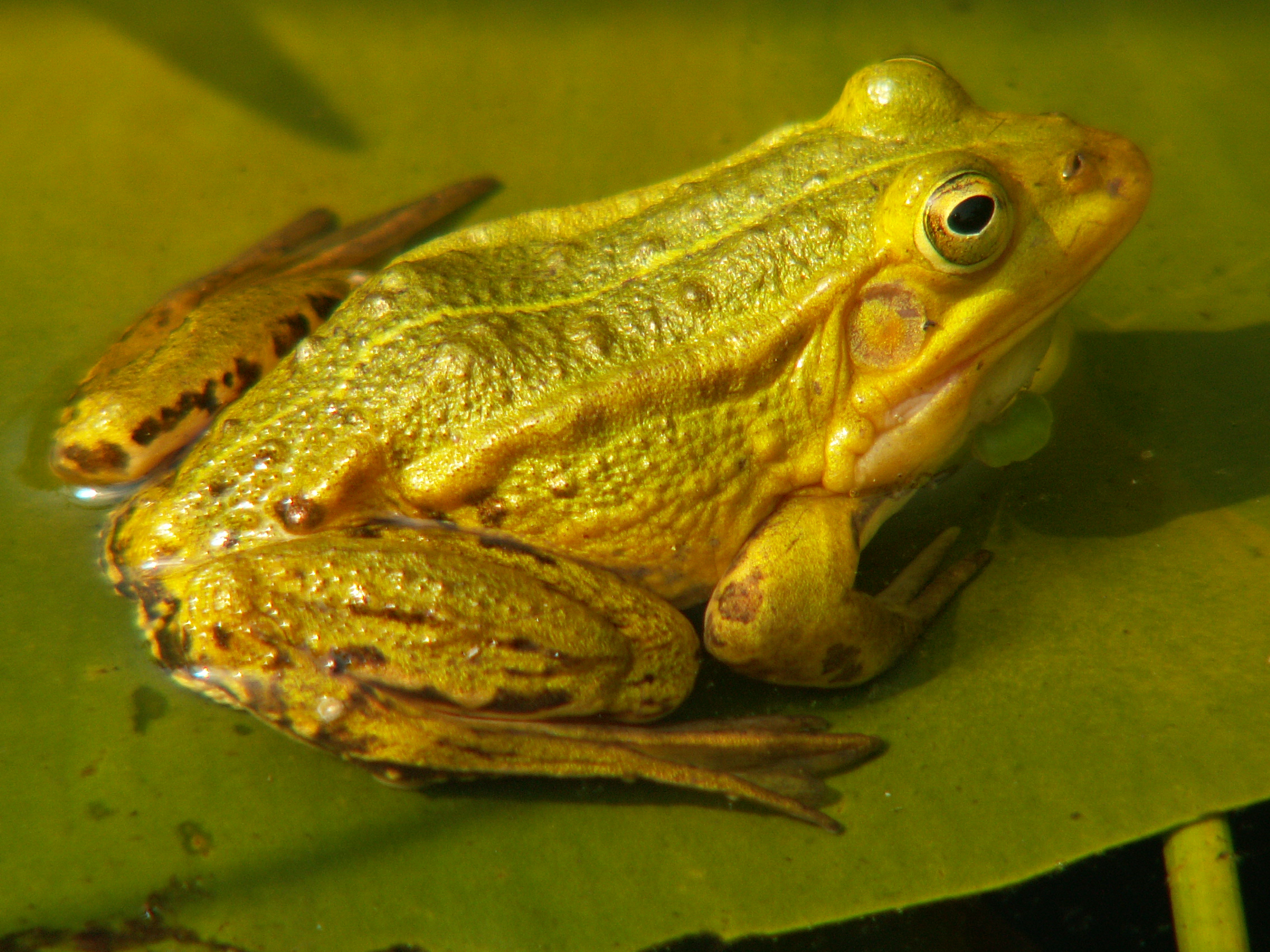
Skokan krátkonohý
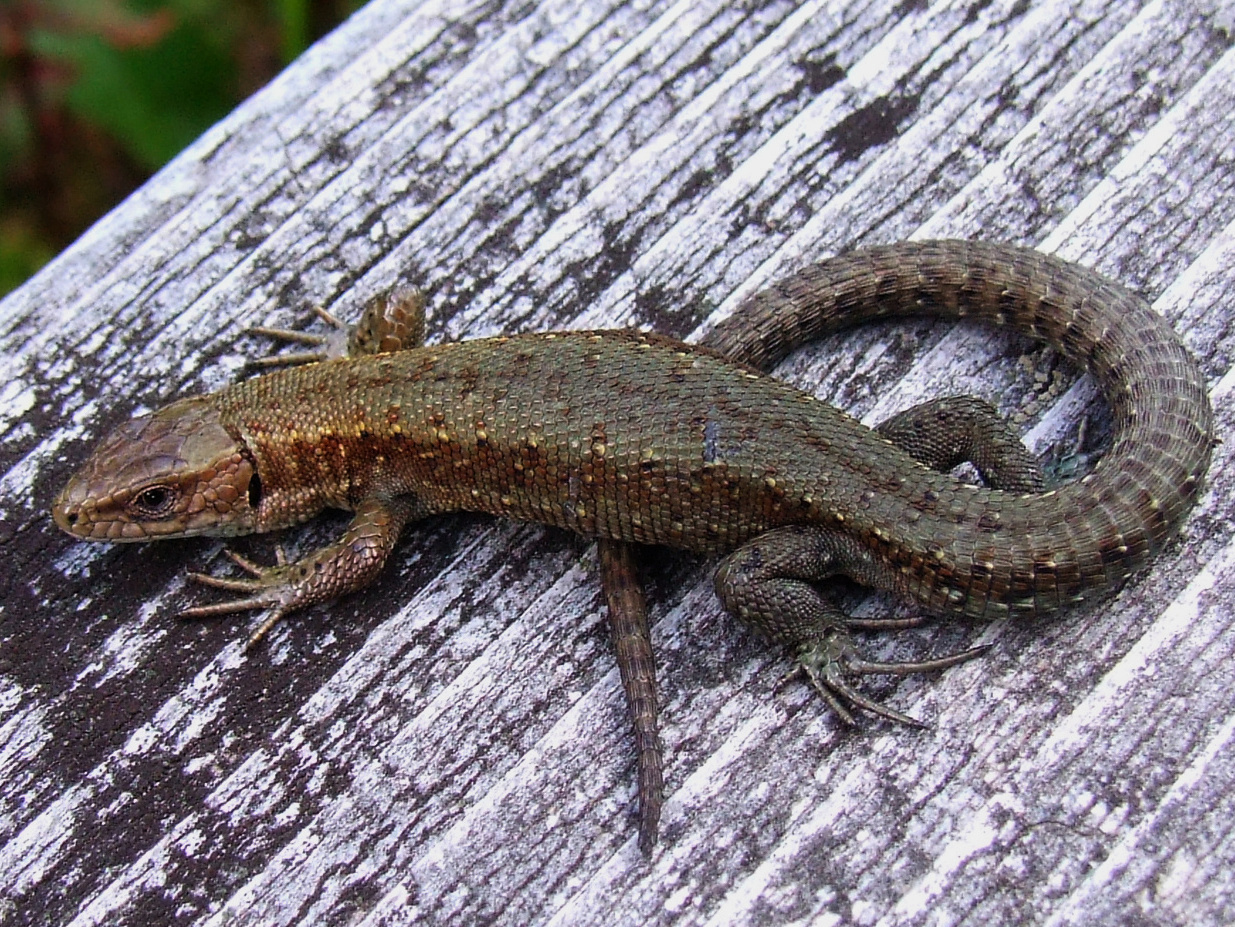
Ještěrka živorodá
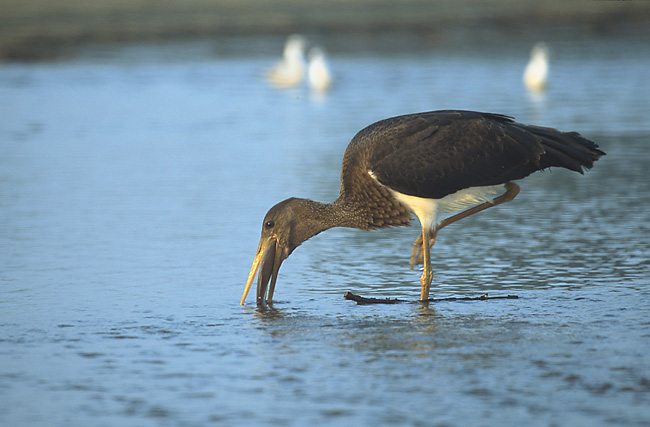
Čáp černý
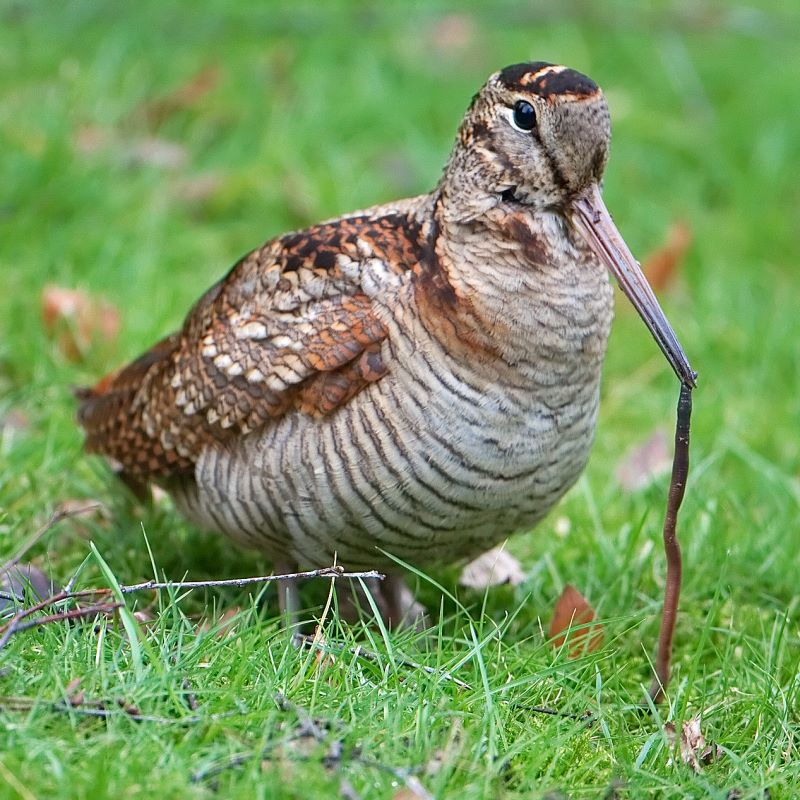
Sluka lesní
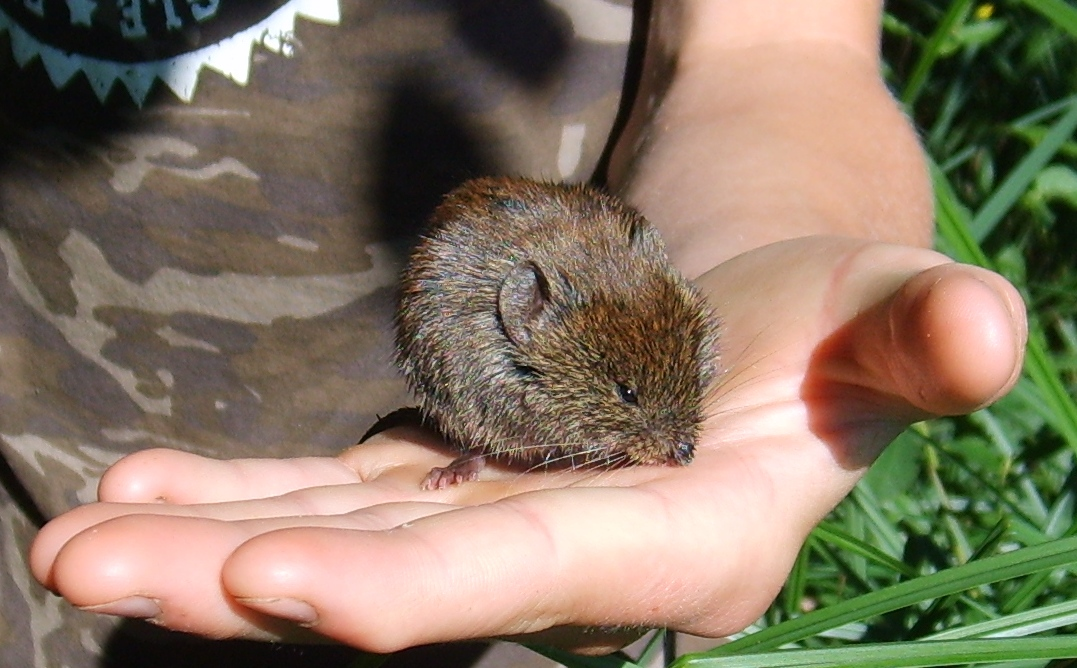
Hraboš mokřadní
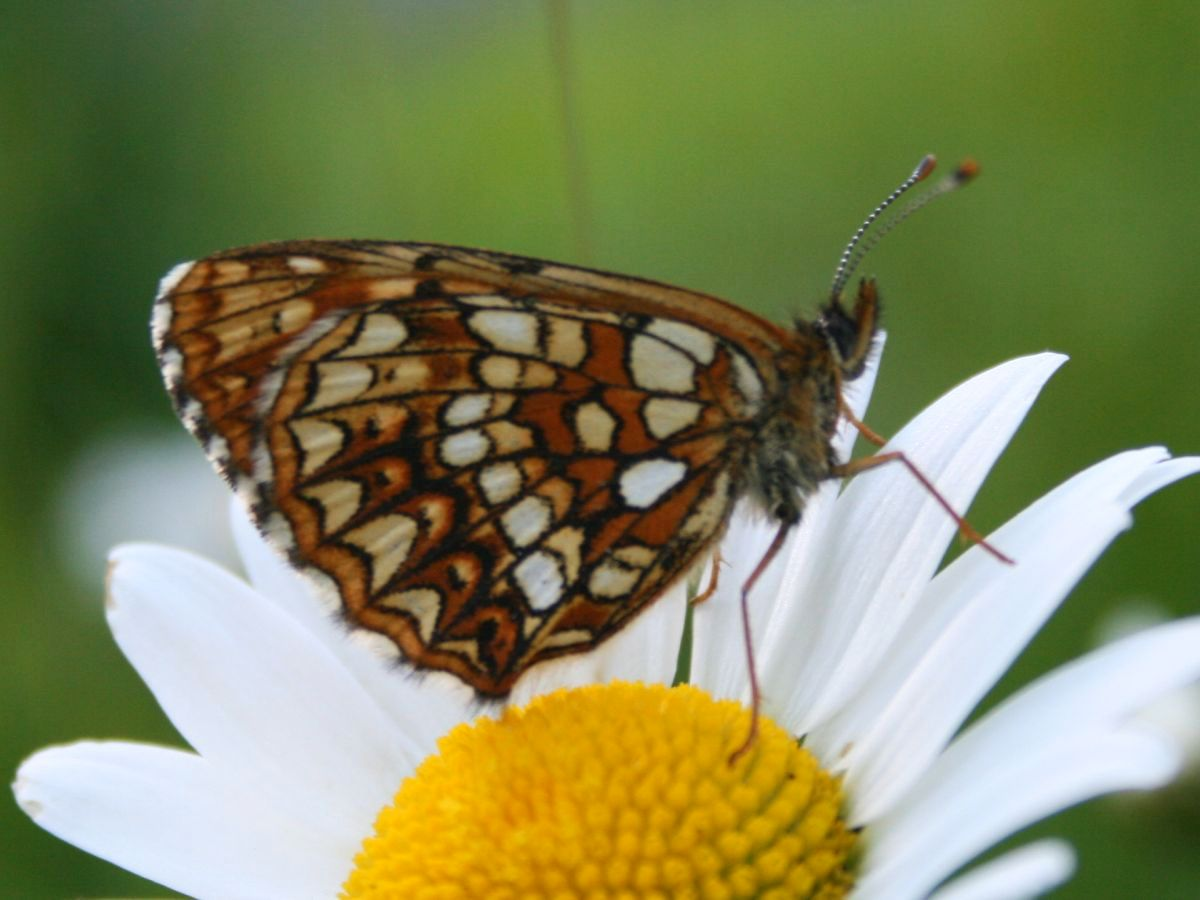
Hnědásek rozrazilový
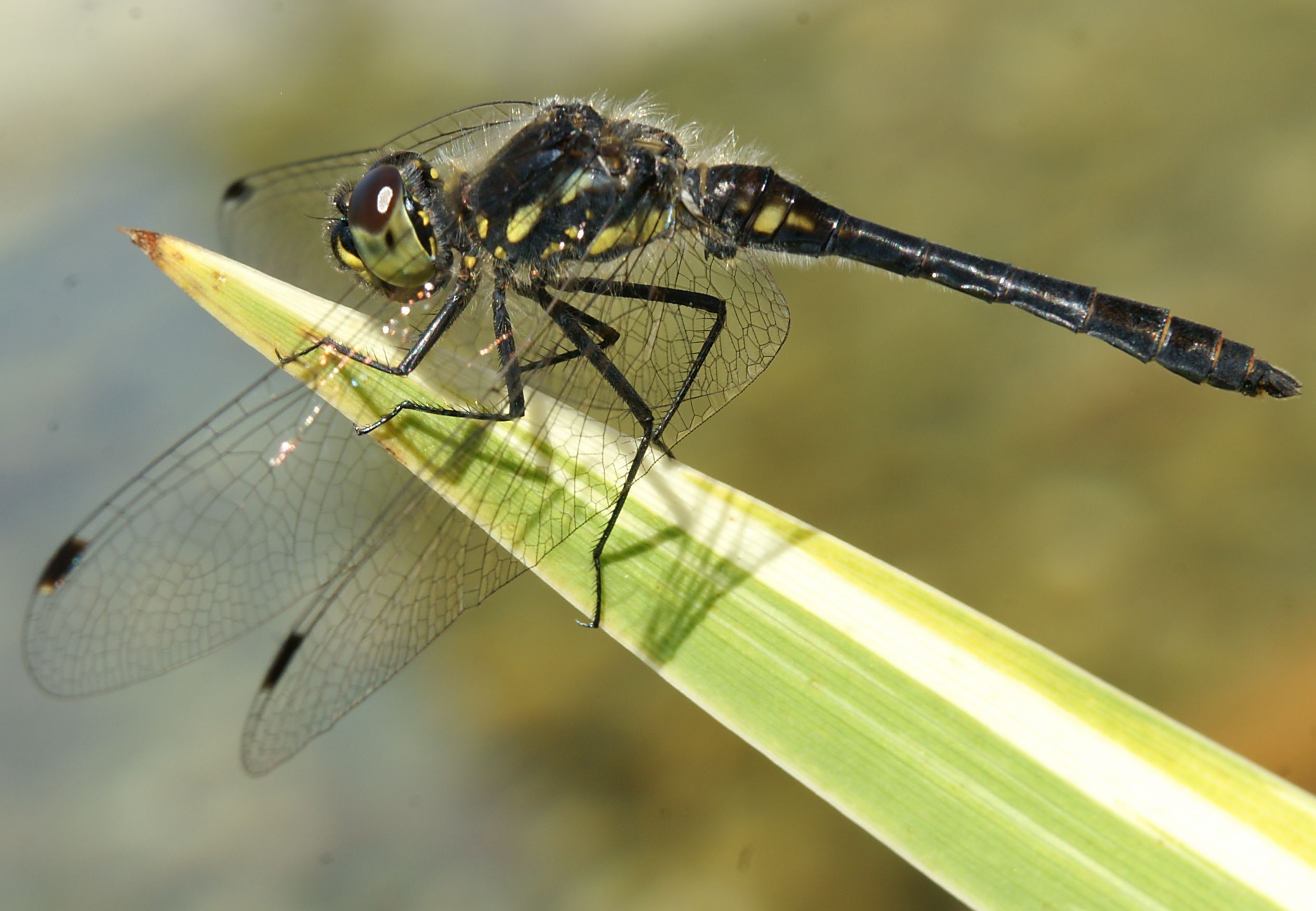
Vážka tmavá